# C-101 (misil)
El C-101 es un misil de crucero antibuque supersónico chino. Es fabricado por la Tercera Academia de la Corporación de Industria y Ciencia Aeroespacial de China.
El C-101 fue uno de los primeros misiles de crucero supersónicos chinos. Se ha calificado de fracaso.
La designación de la Armada del Ejército Popular de Liberación es YJ-1 (chino:鹰击-1 ; pinyin: yingji-1; literalmente 'golpe de águila 1').

## Descripción
El C-101 se lanza con propulsores de cohetes de combustible sólido a una velocidad de Mach 1,8. Dos estatorreactores mantienen una velocidad de crucero e impacto de Mach 2. A tres kilómetros del objetivo, el misil desciende desde una altitud de crucero de 50 metros a 5 metros.